# Реттенбах (Швабія)
Реттенбах (нім. Rettenbach) — громада в Німеччині, знаходиться в землі Баварія. Підпорядковується адміністративному округу Швабія. Входить до складу району Гюнцбург. Складова частина об'єднання громад Оффінген.
Площа — 12,75 км2. Населення становить 1684 ос. (станом на 31 грудня 2020).